# Fontenois-la-Ville
Fontenois-la-Ville é uma comuna francesa na região administrativa de Borgonha-Franco-Condado, no departamento de Alto Sona. Estende-se por uma área de 12,19 km². Em 2010 a comuna tinha 134 habitantes (densidade: 11 hab./km²).